# Enes Can Akgün
Enes Can Akgün (* 20. September 1995 in Livry-Gargan) ist ein französisch-türkischer ehemaliger Fußballspieler.

## Karriere

### Verein
Akgün spielte während seiner Jugend bei US Créteil und wurde zur Saison 2014/15 in den Profikader aufgenommen. Bereits im September 2014 verließ er diesen Verein und wechselte in die Türkei zum Amateurverein Adıyamanspor. Mit diesem Klub spielte er eine Saison lang in der Bölgesel Amatör Lig, der 5. türkischen Liga. In der Sommertransferperiode 2015 zog Akgün innerhalb der Liga zu Gebzespor weiter. Nachdem er hier eine halbe Saison aktiv gewesen war, wurde er in der Wintertransferperiode 2015/16 vom mazedonischen Erstligisten FK Shkupi verpflichtet. Für diesen Verein absolvierte er bis zum Saisonende zwölf Ligaspiele und erzielte dabei ein Tor. 
Zur Saison 2016/17 wurde er an den türkischen Zweitligisten Eskişehirspor abgegeben und von diesen für die Rückrunde dieser Saison an den Drittligisten Etimesgut Belediyespor ausgeliehen. Im Januar 2018 verließ er die Türkei und setzt seine Karriere beim bosnischen Erstligisten NK Čelik Zenica und ein halbes Jahr später bei Martos CD in Spaniens 3. Liga fort. Anschließend spielte er ab dem Sommer 2019 für sechs Monate bei Serik Belediyespor und ist seitdem vereinslos.